# اركليد غرين (تشيشير)
اركليد غرين (بالإنجليزية: Arclid Green)‏ هي قرية تقع في المملكة المتحدة في شمال غرب إنجلترا.